# روكيفورد (ألبرتا)
روكيفورد (بالإنجليزية: Rockyford)‏ هي مستوطنة تقع في كندا في ألبرتا. يقدر عدد سكانها بـ 325 نسمة ومساحتها 1.08 كم2 وترتفع عن سطح البحر 850 متر.